# Nour
Nour (ook gespeld als Noor, Nor of Nur, is een veel voorkomende Arabische naam voor zowel mannen als vrouwen. De naam betekent licht. De namen Nora, Noura, Nouri zijn van Nour afgeleid.

## Voornamen

### Noor
- Noor Hassanali, oud-president Trinidad en Tobago
- Noor Sabri, Iraaks voetballer
- Noor van Jordanië, oud koningin van Jordanië
- Noor Inayat Khan, Indiase spionne
- Nur B. Ali, coureur

## Achternaam
- Ayman Nour, Egyptisch politicus
- Mohammed Noor, Saudische voetballer

## Fictieve personen
- Nour, hoofdpersoon in Jean-Marie Gustave Le Clézio's roman Désert.